# Zoran Kvržić
Zoran Kvržić (Teslić, 7. kolovoza 1988.) bosanskohercegovački je nogometaš koji igra na poziciji desnog krila. Trenutačno igra za klub Borac Banja Luka.
Zoran je do sad igrao u svojoj karijeri za Rudar Stanari, Proleter Teslić, HAŠK iz Zagreba, Osijek, Rijeku, FC Sheriff Tiraspol, Kayserispor i Slaven Belupo.
Jedan od najbitnijih pogodaka u karijeri, Zoran je zabio 22. kolovoza 2013. na utakmici Rijeke protiv njemačkog Stuttgarta koja je igrana u sklopu play-off faze za ulazak u Europa ligu kada je u 87. minuti zabio za 2:0. Pogodak za 1:0 je zabio Leon Benko u 74. minuti. U 89. minuti rezultat je smanjio Vedad Ibišević na 2:1.
Za reprezentaciju BiH debitirao je 16. prosinca 2011. na prijateljskoj utakmici s Poljskom. U rujnu 2013. ponovno je pozvan u reprezentaciju.

## Priznanja

### Klupska
Rijeka
- Hrvatski nogometni kup (1): 2013./14.
- Hrvatski nogometni superkup (1): 2014.

Sheriff Tiraspol
- Moldavska prva liga: 2016./17.
- Moldavski nogometni kup: 2016./17.
- Moldavski nogometni superkup: 2016.

## Vanjske poveznice
- Profil, Transfermarkt